# Abderrahmane Mostefa

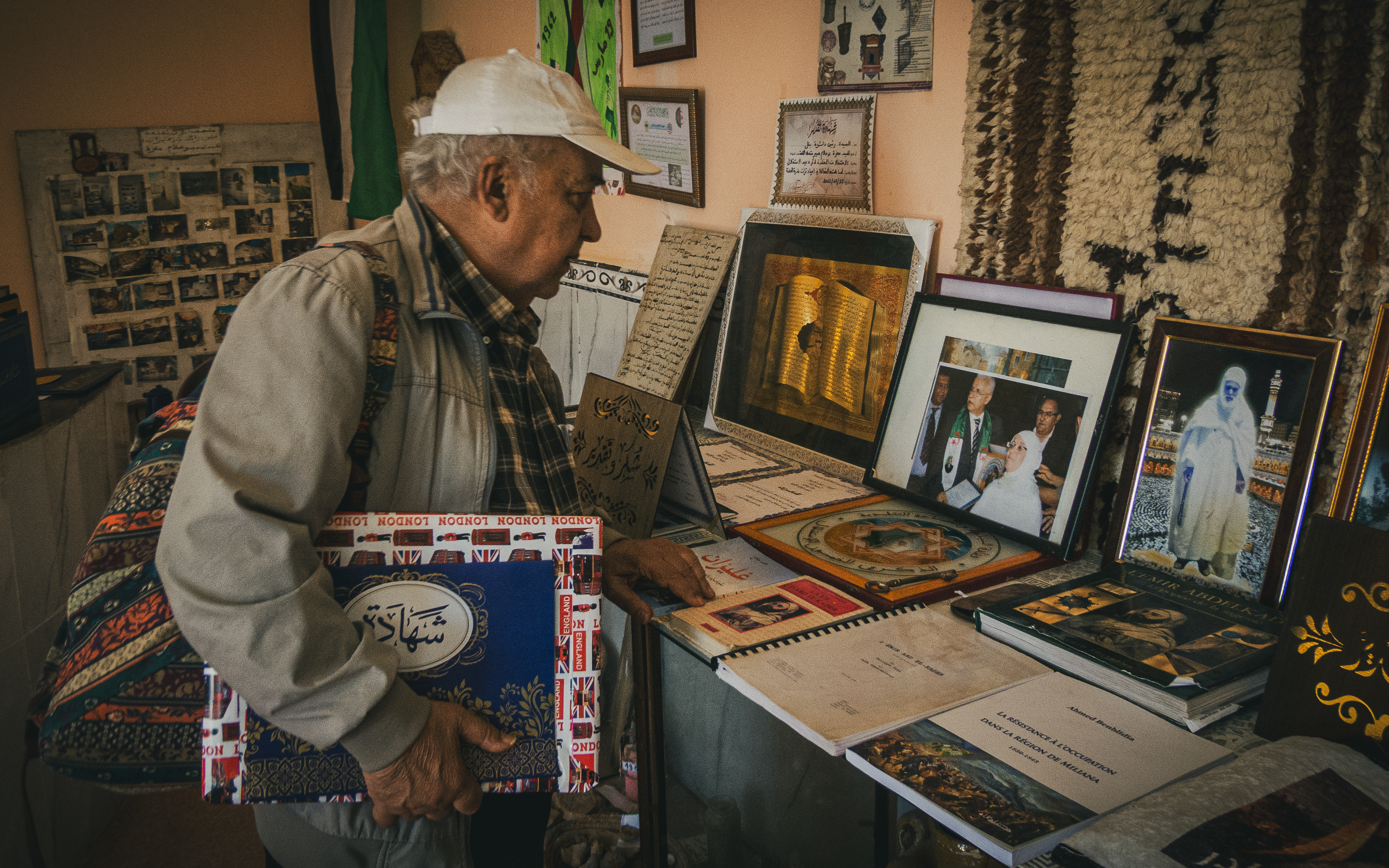
Abderrahmane Mostefa v muzeu historie Kalâat Beni Rached, 2024

Abderrahmane Mostefa 28. listopadu 1947, Mostaganem – 1. listopadu 2024) byl alžírský filmový režisér, dokumentarista, fotograf a novinář.

## Životopis
Vystudoval režii na Institute of Agricultural Technology Mostaganem, na ORTF a École nationale supérieure Louis-Lumière v Paříži, produkoval několik dokumentů a reportáží.
Abderrahmane Mostefa zemřel na zástavu srdce v noci z 31. října na 1. listopadu 2024 ve věku 76 let.

## Filmografie
- Notre terre vaut de l'or
- Demain reste toujours à faire
- Cassagne le camp de la mort[5]
- Kaki[6]
- Denis Martinez l'artiste pédagogue
- Les Cuves de la mort[7]
- Les Enfumades de la Dahra[8]

## Ceny a ocenění
- 1993: Získal fotografickou cenu UNESCO[9]
- 1997: Velká cena za fotografii města Alžíru[9]
- 1998: Wissam Ali-Maâchi[10]